# Estância (Sergipe)
Estância é um município brasileiro no estado de Sergipe, Região Nordeste do país. Localiza-se no litoral sul; destaca-se como um dos principais centros regionais sergipano e sua população em 2022 era de 65 078 habitantes, segundo o censo 2022.
A cidade também é conhecida por seus sobrados azulejados, sendo que atualmente todos se encontram em situação de conservação deplorável. Outro ponto que merece nota são as suas tradicionais festas juninas e o barco de fogo, bem como ser a terceira maior economia do estado, perdendo apenas para Aracaju e Nossa Senhora do Socorro. É também o segundo maior polo industrial do Estado e tem um dos maiores comércios da região.

## História
Quem primeiro desbravou as terras foi Pedro Homem da Costa e nelas edificou uma capela, dedicada a Nossa Senhora de Guadalupe, santa que nos consta, é, também, a Padroeira do México. Entre os mexicanos, Estância é uma propriedade de criação de gado e os seus ocupantes são chamados de estancieiros, daí o nome adotado por Pedro Homem da Costa: Estância. A ocupação de semaria aconteceu através de uma carta assinada pelo Capitão-mor João Mendes em 16 de setembro de 1621 e era um povoado de Santa Luzia.
Estância recebeu muita influência de origem africana de escravos que vieram para trabalhar nos engenhos de açúcar da povoação e arredores. Também recebeu imigrantes do Norte de Portugal (Minho, Douro e Traz os Montes) e uma minoria de imigrantes espanhóis vindo majoritariamente da Galícia.
Durante boa parte do século XX foi a segunda maior cidade de Sergipe, perdendo essa posição a partir dos anos 1970 quando outras cidades do interior começam a ter forte desenvolvimento como Lagarto e Itabaiana, além de dois municípios do entorno da capital: Nossa Senhora do Socorro e a histórica São Cristóvão, no entanto a mesmo continua em forte progresso, considerada como o maior polo industrial do Estado, sendo portanto, uma das maiores cidades deste.
O município recebeu atenção da mídia por ser onde ocorreu a queda do Piper PA-28 prefixo PT-KLO em 27 de maio de 2019, especificamente no povoado de Porto do Mato, vitimando os três ocupantes da aeronave, dentre eles o cantor Gabriel Diniz. O aparelho seguia de Salvador com destino a Maceió.

## Geografia
De acordo com a divisão regional vigente desde 2017, instituída pelo IBGE, o município pertence às Regiões Geográficas Intermediária de Aracaju e Imediata de Estância. Até então, com a vigência das divisões em microrregiões e mesorregiões, fazia parte da microrregião de Estância, que por sua vez estava incluída na mesorregião do Leste Sergipano.

### Clima
Clima tropical, com os meses de maior calor sendo janeiro, março e dezembro e os meses mais chuvosos sendo maio, junho, julho, agosto e setembro.
- Temperatura Máxima – 32 °C
- Temperatura Mínima – 24 °C
- Temperatura média anual – 25 °C

### Hidrografia
- Rio Piauitinga - 4.256,24 km
- Rio Piauí – 3.993,21 km²

## Economia
Setor primário
- Agricultura –  destaca-se a cultura do coco e da mangaba

Pecuária – bovinos, ovinos
Setor secundário
- Indústrias – indústria alimentícias, têxteis. metalúrgicas, cerveja, sucos, químicas, perfumarias, indústria vidreira etc.:

Setor terciário
- Comércio, serviços, bancos, turismo e setor público.

## Demografia
A população total do município é 65.078 habitantes, segundo dados mais recentes do IBGE de 2022, sendo que cerca de 90% da população vive na zona urbana do Município. A Densidade Demográfica é 104,79 hab∕km²

### Religião
A padroeira da cidade é Nossa Senhora de Guadalupe, destaca-se a Catedral de Nossa Senhora de Guadalupe.
Pertencente a Diocese de Estância. A diocese abrange os seguintes municípios: Estância, Arauá, Boquim, Cristinápolis, Indiaroba, Itabaianinha, Lagarto, Pedrinhas, Poço Verde, Riachão do Dantas, Salgado, Santa Luzia do Itanhy, Simão Dias, Tobias Barreto, Tomar do Geru, Umbaúba.

## Urbanização

### Patrimônio cultural
O IPHAN em 27 de julho de 1962 tombou a Casa à Praça Rio Branco nº. 35. Sobrado colonial que possui telhado em quatro águas com beirais e cimalha de madeira. No térreo possui quatro portas e três janelas alternadas de vergas curvas e ombreiras de madeira. O segundo pavimento possui sete janelas com balcões em balaustradas em madeira. As fachadas laterais do pavimento superior possuem janelas semelhantes às da fachada principal. A fachada posterior apresenta o prolongamento do piso superior sobre pilastras de alvenaria. O prolongamento tem pé direito baixo e oito janelas geminadas de construção mais recente. O único exemplar acautelado em nível federal, incluído no livro de tombo histórico, na verdade, uma homenagem à rica história de Estância. E também mostra a predileção do órgão federal por bens coloniais em detrimentos dos ecléticos, fato que só foi superado a partir dos anos oitenta.
Entretanto, são os sobrados e casas azulejados, muitos tombados pela Secretária de Cultura do Governo do Estado de Sergipe, que se destacam na paisagem urbana. Citamos os imóveis:

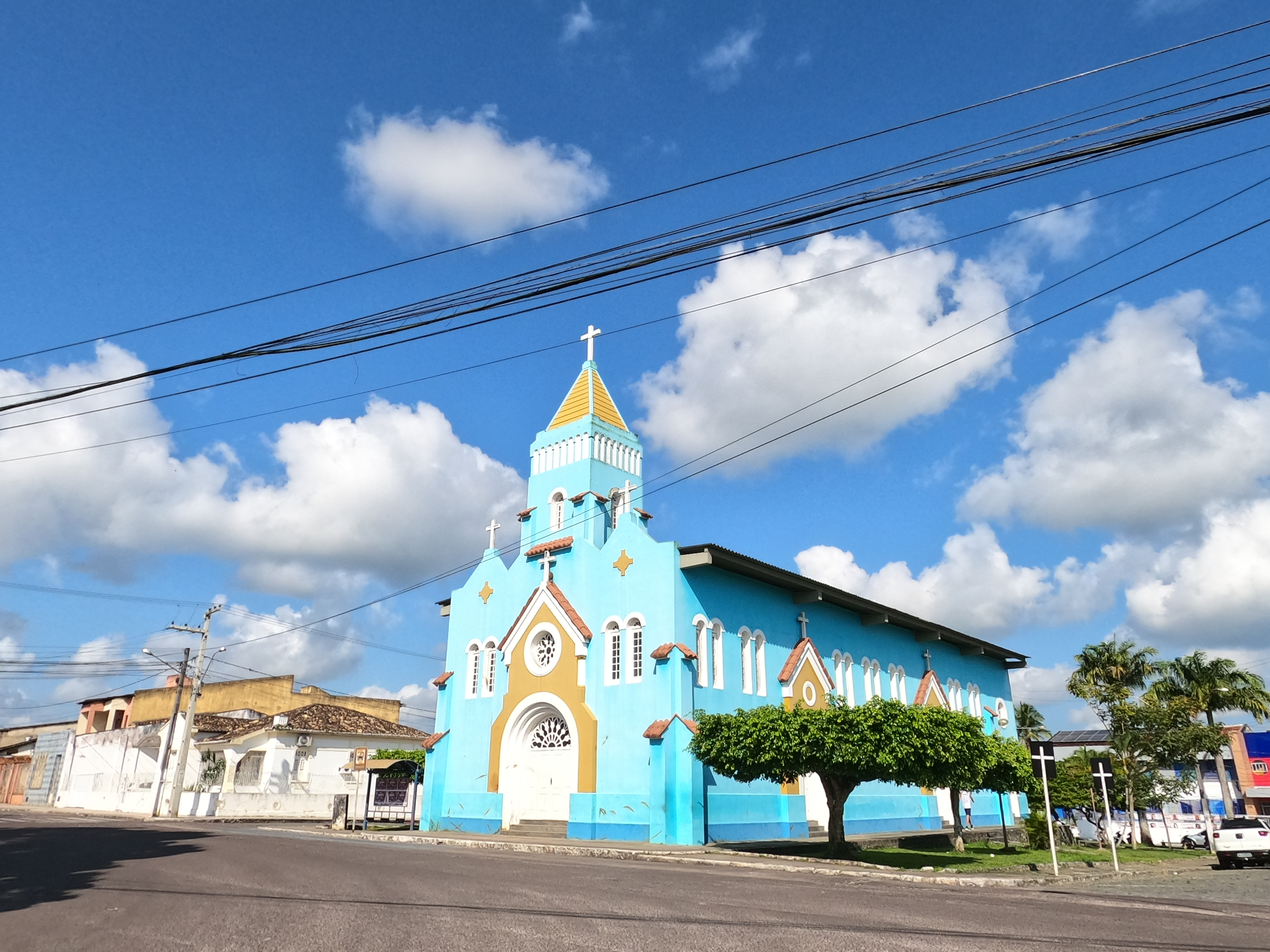
Igreja da Santa Cruz em Estância-SE

- Rua Capitão Salomão nº.67; Rua Pedro Soares nº. 442 (ou Cap. Salomão nº 84) - (imóvel que sofreu recentemente uma séria descaracterização com mutilação do pórtico com gradil metálico e destruição do interior do pavimento térreo); Rua Capitão Salomão nº. 122; Rua Capitão Salomão nº. 136; Rua Capitão Salomão nº. 227; Rua Capitão Salomão nº. 228; Rua Capitão Salomão nº. 256; Rua Duque de Caxias nº. 339; Rua Capitão Salomão nº. 162;
Também são tombados pelo Governo Estadual a Igreja de Nossa Senhora do Rosário e a pintura em óleo sobre tela Misericórdia e Caridade de autoria de Horácio Hora do Hospital Amparo de Maria.
Alguns desses imóveis citados estão em estado inadequado de conservação. E vários outros sobrados ou trechos urbanos mereceriam ter sido incluídos na lista do Patrimônio Estadual, e talvez nacional, porém foram destruídos ou deformados. Muitas vezes reação de aversão da própria população contra a figura do tombamento e seus efeitos sobre a propriedade do imóvel.
Infelizmente, a Prefeitura Municipal nunca tomou atitudes a fim de preservar o rico acervo arquitetônico, paisagístico e urbanístico da cidade de Estância, compostos por sobrados azulejados, coloniais, casas ecléticas, art-déco, e até alguns bons exemplares de arquitetura modernista. Igrejas e acervos sacros. Fábricas e vilas operárias. E o próprio espaço urbanos com suas ruas, praças, texturas e cores. Pior, muitas vezes os prefeitos incentivaram a destruição ou a desinformação quando pregam que o tombamento engessa a cidade.
Por fim, o município ainda possui exemplares remanescentes de antigos engenhos de cana-de-açúcar. O ciclo da cana-de-açúcar e o engenho tiveram papel significativo na formação econômica e social do povo sergipano e o sul do estado também participou ativamente da economia açucareira.

## Infraestrutura

### Acesso

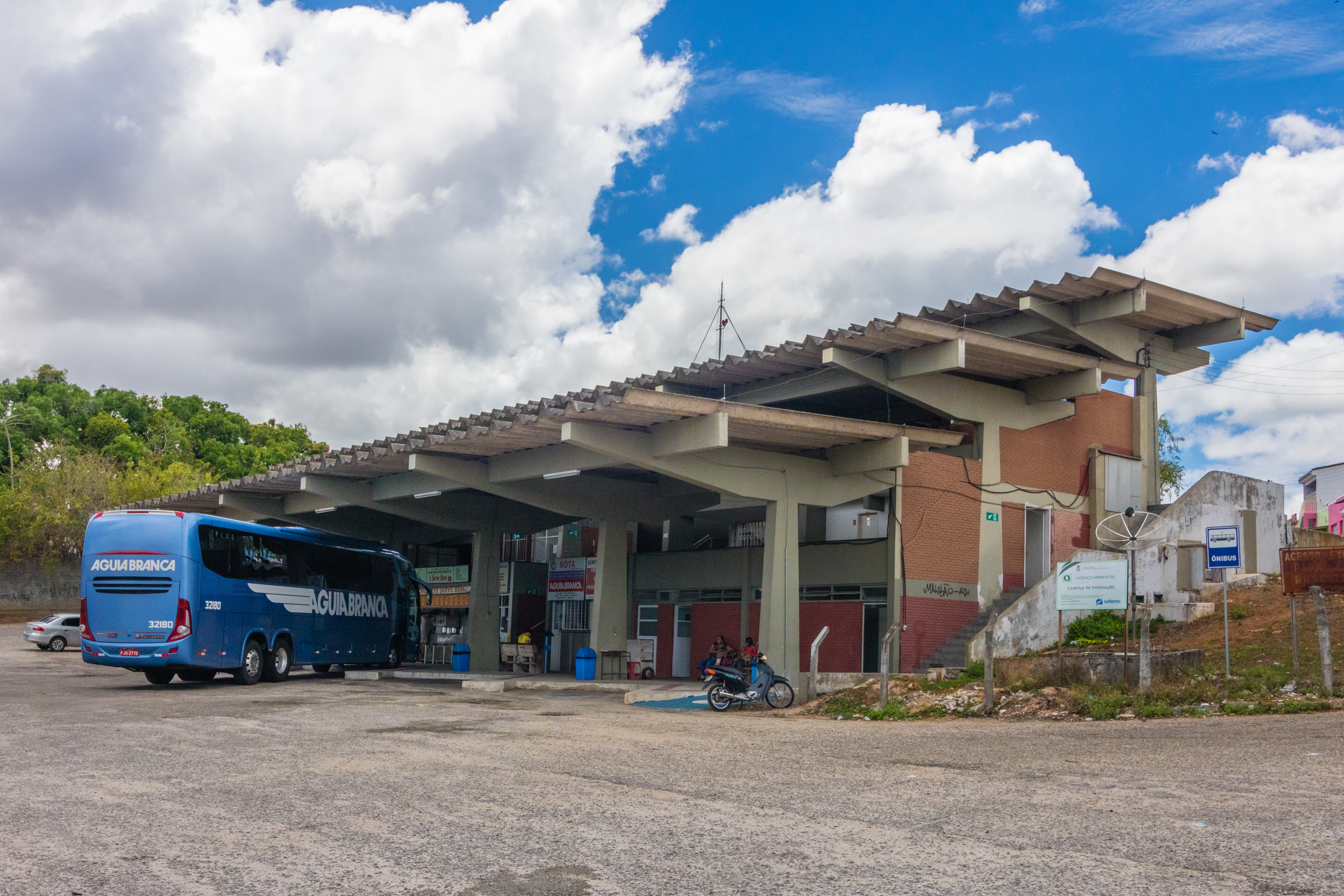
Terminal Rodoviário de Estância, às margens da BR-101.

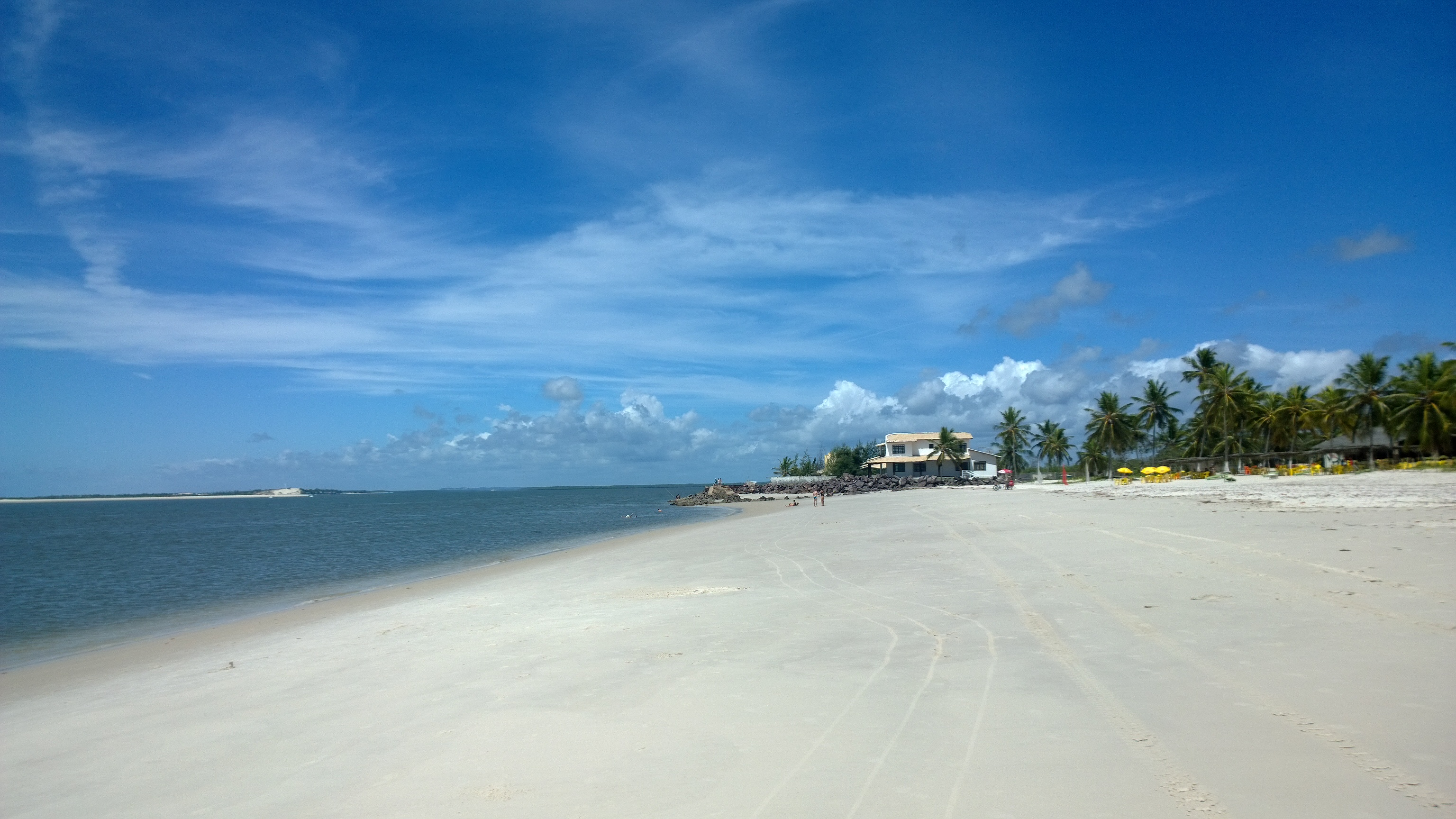
Praia do Saco, próxima à divisa com a Bahia.

#### Terrestre
- Rodovias federais

1. BR-101 – sentido sul-norte;
2. Linha Verde – estrada ecológica litorânea protegida pelo IBAMA, que liga Salvador a Aracaju.

- Terminal Rodoviário de Estância.

#### Hidrovias
Transporte de passageiros do Porto do Saco do Rio Real (Porto do Mato) até Mangue Seco na Bahia passeio de Escuna pelas margens ribeirinhas.
- Porto – O porto de Sergipe, Terminal Marítimo Inácio Barbosa - TMIB, localizado na Barra dos Coqueiros, a 15 km de Aracaju, ocupa uma área de 200ha e abriga as instalações de apoio e sistemas de infraestrutura. Conta ainda com terminal de passageiros, servindo de entrada marítima no Estado, isto a 80 km da cidade de Estancia.

#### Aéreo
Na cidade não há aeroporto operante. Por ficar próxima a Aracaju, a 56 km de distância, os habitantes locais usam o aeroporto da capital para fazer seus deslocamentos aéreos.

### Comunicação

#### Rádios
- Xodó FM 101.5 MHz
- Rádio Abaís AM 1450
- Rádio M3
- Rádio Mar azul FM 104.9 MHz
- Radio Esperança FM 92.7

#### Televisão
- TV Aperipê (TV Brasil) - Canal 2
- TV Século 21 - Canal 6
- TV Canção Nova Aracaju (TV Canção Nova)(arrendada para o SBT) - Canal 7
- TV Sergipe (Rede Globo) - Canal 10
- TV Atalaia (Rede Record) - Canal 12
- Rede Vida - Canal 51